# Halsband-Zwergnatter
Die Halsband-Zwergnatter (Eirenis collaris) ist eine Schlangenart aus der Familie der Nattern und lebt in Westasien.

## Merkmale
Die Halsband-Zwergnatter ist eine zarte, bleistiftdünne Schlange mit runden Pupillen. Sie erreicht eine Gesamtlänge von bis zu 35 cm. Der kleine Kopf ist kaum vom Körper abgesetzt. Die Grundfarbe ist oberseits gelbbraun, sandfarben oder olivgrau. Charakteristisch sind ein breites, dunkles Querband in der Nackengegend, sowie zwei dunkle Flecken auf den Hinterhauptschildern. Die Zeichnung kann mit zunehmendem Alter verblassen. Die Unterseite ist einfarbig weißlich bis gelblich. Um die Rückenmitte verlaufen 15 glatte Schuppen, die Rückenschuppen sind oft dunkel gerandet.
Von der nah verwandten Kopfbinden-Zwergnatter (Eirenis modestus) unterscheidet sie sich durch die 15 statt 17 Rückenschuppen um die Körpermitte und den fehlenden gelblichen Rand auf der Hinterseite des Nackenbandes.

## Verbreitung

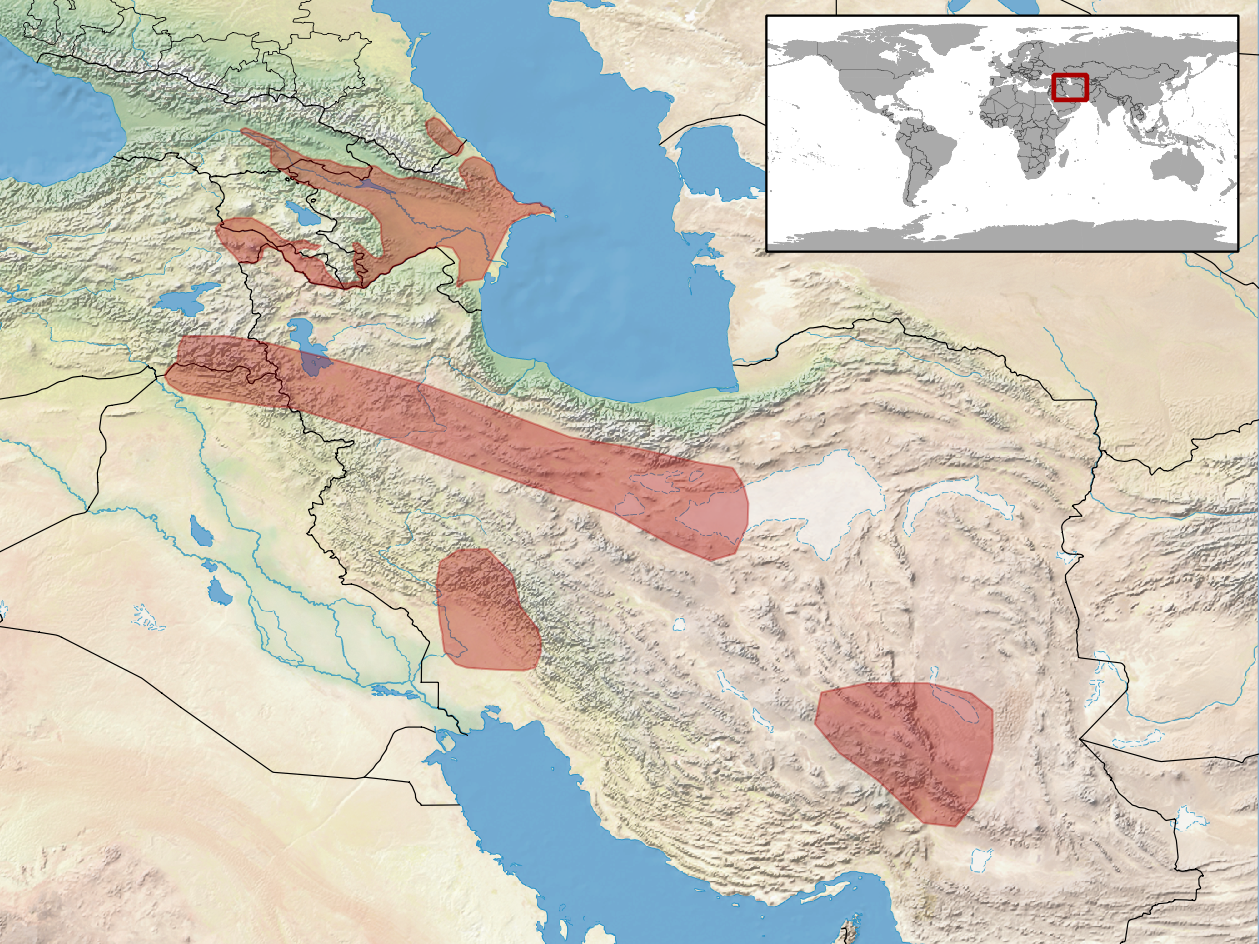
Das Verbreitungsgebiet der Halsband-Zwergnatter.

Das europäische Gebiet erreicht diese Art nur im östlichen Kaukasus, am Westrand des Kaspischen Meeres in der Republik Dagestan in Russland und im Nordosten von Aserbaidschan. Südlich davon besiedelt die Art lückenhaft das Gebiet der östlichen Türkei bis zum Nordirak und Südwestiran, wo bei Schiras der südlichste Fundort liegt. Die Art kommt dabei auch in den Ländern Georgien und Armenien vor.

## Lebensraum
Vom Westufer des Kaspischen Meeres bis in Höhen von 1500 bis 1600 m über NN. Die Unterart E. c. macrospilotus wurde sogar in 2500 m Höhe gefunden. Die Art bewohnt steinige Steppenlandschaften mit trockenen Hängen, die locker mit Gebüsch und Gräsern bewachsen sind.

## Lebensweise
Die Halsband-Zwergnatter ist eine versteckt lebende, dämmerungsaktive Art, die sich tagsüber häufig unter Steinen versteckt.
Die Tiere halten eine mehrmonatige Winterruhe, die an sonnigen Tagen bereits im Februar/März unterbrochen werden kann. Bei der Paarung verfolgt das Männchen das Weibchen über einen längeren Zeitraum. Auch nach der Kopulation bleiben die Tiere oft noch längere Zeit miteinander verschlungen. Im Juni/Juli legt das Weibchen 4–8 Eier, die eine Länge von 17–19 mm aufweisen und aus denen im August/September die Jungtiere schlüpfen.
Die Nahrung besteht überwiegend aus Spinnentieren, wie Skorpionen und Spinnen. Daneben werden Tausend- und Hundertfüßer sowie Insekten erbeutet.

## Gefährdung
Die IUCN listet die Art als nicht gefährdet (least concern) mit einer stabilen Population. In geeigneten Lebensräumen kann die Art recht häufig sein. So wurden in Dagestan an steinigen Stellen bis zu 3,8 Individuen pro 100 m² festgestellt.